# John Aaron Rawlins
John Aaron Rawlins (Galena, 13 de febrero de 1831-Washington D. C., 6 de septiembre de 1869) fue un militar estadounidense. Fue oficial general en el Ejército de la Unión durante la Guerra de Secesión y miembro del gabinete de Ulysses S. Grant como Secretario de Guerra de los Estados Unidos.

## Biografía

### Primeros años
Nació el 13 de febrero de 1831 en Galena (Illinois), siendo el segundo de los 10 hijos de James Dawson y Lovisa Collier Rawlins, ambos de ascendencia escocesa-irlandesa cuyos ancestros se establecieron originalmente en el condado de Culpeper (Virginia). En 1849, su padre se trasladó a California durante la fiebre del oro, y se quedó por tres años. Mientras su padre estuvo ausente, se convirtió en el cuidador principal de su madre, hermana y seis hermanos.
Asistió a escuelas locales en Illinois y pasó un año y medio en el Rock River Seminary en Mount Morris (Illinois). Estudió derecho en la oficina de Isaac P. Stevens de Galena y fue admitido en el colegio de abogados en 1854. Fue abogado de la ciudad en 1857 y elector presidencial del Partido Demócrata en la boleta de Stephen A. Douglas.

### Guerra civil
Tras el inicio de la guerra civil estadounidense, ayudó a organizar la 45.° infantería de Illinois. Aceptó una comisión como teniente y ayudante de campo del entonces coronel Ulysses S. Grant de la 21.° Infantería de Illinois. Fue nombrado capitán y ayudante general adjunto de voluntarios del personal de Grant en 1861. Posteriormente se desempeñó como asesor principal de Grant y fue ascendido a comandante en mayo de 1862, teniente coronel en noviembre de 1862 y brigadier general de voluntarios, en agosto de 1863. En 1865 fue designado jefe de Estado Mayor del ejército y ese mismo año fue designado general de voluntarios en el mes de febrero y del ejército regular en abril de 1865. Durante la guerra, contrajo tuberculosis.

### Últimos años y fallecimiento
En 1867, durante la Reconstrucción, acompañó a la escolta militar que viajaba con la expedición de Grenville M. Dodge para explorar la ruta propuesta del Union Pacific Railroad. Rawlins había acompañado a Dodge hasta Salt Lake City (Utah), con la esperanza de que el aire seco de las llanuras ayudara a curar su tuberculosis. Dodge posteriormente nombró a uno de los campamentos de Wyoming de la expedición como Rawlins; este sitio años más tarde se convirtió en ciudad. Después de cuatro meses de viaje con Dodge, Rawlins regresó a Washington D. C., pero su salud no había mejorado sustancialmente.
Cuando Grant asumió como elegido presidente en marzo de 1869, lo designó como Secretario de Guerra de los Estados Unidos, cargo que aceptó pero no pudo asumir formalmente. El general William Tecumseh Sherman se desempeñó como secretario de guerra interino casi en su totalidad durante gran parte del período de Rawlins, que se extendió hasta su fallecimiento el 6 de septiembre de ese mismo año. Uno de sus últimos y más complicados actos como Secretario de Guerra fue la aprobación de la construcción del Puente de Brooklyn en Nueva York.